# Пункт назначения 3
«Пункт назначения 3» (англ. Final Destination 3) — американский сверхъестественный фильм ужасов 2006 года режиссёра Джеймса Вонга. Третья часть цикла, начатого фильмами «Пункт назначения» (2000) и «Пункт назначения 2» (2003).

## Сюжет
Проходит шесть лет после взрыва рейса № 180 и пять лет после аварии на трассе 23. Выпускница школы Венди Кристенсен и её друзья идут развлечься в парк аттракционов. Ребята решают прокатиться на американских горках «Полёт Дьявола». Венди не хотела идти на горки, но её парень Джейсон уговорил её. Пока идёт подготовка к запуску, к Венди приходит жуткое видение: в результате утечки в гидравлике и неисправных рельсов вагончики сойдут с рельсов, и пассажиры погибнут. Очнувшись, Венди понимает, что катастрофа вот-вот произойдёт. Она начинает паниковать, в результате чего происходит драка, и её с несколькими «счастливчиками» выгоняют. И они становятся свидетелями страшной аварии, в которой гибнет парень Венди. После похорон жертв начинаются «несчастные случаи» с выжившими героями.
Первыми стали Эшли и Эшлин. Нарушив технику безопасности, они умерли от ожогов в солярии. Конденсат от стакана с напитком попадает в контроллер напряжения — и происходит замыкание. Температура в аппарате повышается, и Эшлин пытается выбраться из кабины, но не может из-за упавшей полки, подталкиваемой свалившейся из-за сквозняка вешалкой, которая блокирует открытие кабины Эшли. От сильных ожогов девушки в отчаянии с криками бьют по дверям кабин. Менеджер солярия не может помочь, так как вышел на улицу, а дверь захлопнулась, хотя он блокировал её тюбиком с кремом: дверь нажала на тюбик и сдавила его. Венди звонит Эшли и, услышав сигнал автоответчика, просит её скорее перезвонить. В момент трагедии в доме Венди и её сестры Джули перегорает лампа. Очевидно, это знак. Эшли и Эшлин сгорают заживо в соляриях. На их похоронах Венди показала одному из выживших, Кевину, снимки, которые сделала перед аварией. На одном из них Эшли и Эшлин изображены с красным оттенком от фонарей и держат в руках резиновую пальму. На снимке видна их смерть.
По дороге домой они стали свидетелями смерти Фрэнки Чикса, стоявшего перед ними в очереди на аттракцион. Они подозревают, что он следующий. Венди вспомнила, что у неё есть фото, где Фрэнки выиграл на цепочку с кулоном в виде девушки, такую, какие водители грузовиков вешают на стекло. Именно в результате аварии грузовика Фрэнки погибает. На другом фото в близости от головы Фрэнки работает вентилятор.
Пикап Кевина стоит у кассы ресторана за автомобилем Френки. На них под горку несётся неуправляемый грузовик. Кевин выбивает лобовое стекло и спасается с Венди. В итоге грузовик бьёт их автомобиль, от удара из машины вылетает двигатель, и вентилятор разрубает голову Френки.
Венди и Кевин поехали к Льюису Ромеро, но тот упорно не верит. На снимке видны две сабли. Такие же в спортзале. Он не погиб, когда две сабли сорвались и чуть не отрубили ему голову. Но через мгновение его голову расплющивает блинами тренажёра. После смерти Льюиса Венди захотела, чтобы Кевин вёл машину, и они поехали к Яну и Эрин. Те находились на работе в магазине «Сделай сам». Один предмет случайно падает на педаль погрузчика, тот начинает ехать и опрокидывает огромные полки. Венди спасает Яна, но Эрин падает на гвоздемёт и умирает, пронзённая гвоздями.
Венди и Кевина ненадолго задерживает полиция. Венди понимает, что следующая будет Джули. Та едет на праздник 300-летия округа МакКинли. Венди звонит Кевину и говорит, кто следующий. Кевин отвечает, что работает охранником и найдёт Джули. Венди смотрит их снимки и понимает, что причина её смерти — Ян, на фотографии она стоит в футболке МакКинли, а причина смерти Кевина — петарда, на фотографии он ослеплён вспышкой. Венди замечает, что за ней следит Ян. На празднике внезапный салют пугает лошадь, и та срывается с верёвки. Кевин находит Джули и предупреждает её. Джули не слушает и показывает Кевину два пальца так же, как на фотографии. Тут за горло Джули цепляется верёвка, и лошадь тащит её по полю. Джули чуть не напоролась на жатку, но верёвку перерубает Кевин. Венди спрашивает у Джули, кто сидел с ней на горках, и ответ находится быстро. Через секунду следующую в списке, Перри, пронзает флагшток, резко сорванный лошадью, на фотографии позади неё стоят шест и карусель в виде лошади. В то же время Кевина отбрасывает на стол. Шампур втыкается в шланг баллона, и газ возгорается, обжигая Кевину лицо, но он выживает благодаря Венди. Приходит Ян с желанием убить Венди — за смерть Эрин и «виновницу» всех его несчастий, но его раздавливает упавшая вывеска.
Проходит 5 месяцев. Венди едет с друзьями в метро, она замечает таблички, которые связаны с каждой жертвой. Когда Венди хочет выйти из поезда, она встречает Джули, и двери поезда закрываются. Девушки узнают в одном из пассажиров Кевина, который объясняет им, что он едет от самого дома, чтобы попасть на матч, но потом хотел проведать Венди. Внезапно поезд сходит с рельсов (один из пассажиров бросает упаковку с шоколадным батончиком, и та попадает на пути; мышь, желающая полакомиться, повреждает электропроводку, что выводит из строя стрелочный перевод), и все пассажиры погибают жуткой смертью: Джули убивает колесо, Кевин вылетает в окно и оказывается расчленённым; Венди же замечает мчащийся на неё поезд, но из-за застрявшей ноги оказывается беспомощной. Но секунду спустя выясняется, что это было видение. Девушка успевает сказать одно слово: «Поезд…», Кевин понимает, что это видение, и начинает дёргать ручку тормоза, однако он отказывает. Поезд начинает ехать быстрее, экран гаснет, и становится слышен звук крушения.

## В ролях
| Актёр                 | Роль             |
| --------------------- | ---------------- |
| Мэри Элизабет Уинстэд | Венди Кристенсен |
| Райан Мерриман        | Кевин Фишер      |
| Аманда Крю            | Джули Кристенсен |
| Крис Лемке            | Ян МакКинли      |
| Алекс Джонсон         | Эрин Улмер       |
| Тексас Бэттл          | Льюис Ромеро     |
| Сэм Истон             | Фрэнки Чикс      |
| Кристал Лоу           | Эшлин Хальперин  |
| Челан Симмонс         | Эшли Фройнд      |
| Джина Холден          | Керри Драйер     |
| Джесси Мосс           | Джейсон Уайз     |
| Мэгги Ма              | Перри Малиновски |
| Экстазия Сандерс      | Эмбер Риган      |

## Съёмки картины
Производственный бюджет фильма составил около 25 миллионов долларов. Рабочее название фильма: «Cheating Death: Final Destination 3» («Обман смерти: Пункт назначения 3»).
Картина находилась в разработке с 2003 года. Этот факт был озвучен в интервью с создателями второй картины в рамках DVD-релиза.
При съёмках инцидента на «американских горках» была задействована целая комбинация трюков: некоторые кадры снимались непосредственно на действующем аттракционе (в парке развлечений в канадском Ванкувере), некоторые кадры были сгенерированы на компьютере, а часть кадров снималась с помощью специально построенного симулятора аттракциона — нескольких кабинок, вращающихся в различных плоскостях. Эти съёмки проводились на фоне зелёного экрана в одном из кинопавильонов.

## Релиз
Как и для предыдущих частей фильма, этой картине также был устроен тест-просмотр. И как в случае с фильмами «Пункт назначения» и «Пункт назначения 2» зрителям не понравился финал — было непонятно, выжили герои или нет (фильм должен был закончиться падением знака Мак-Кинли, а крушения поезда не было). Поэтому был переснят финал, который расставил всё по своим местам.
Фильм вышел в прокат в США 10 февраля 2006 года. Премьера фильма в России состоялась 23 марта.
Кассовые сборы в премьерный уик-энд в США составили 19,2 млн долларов.